# Campeonato da Madeira "Coral" de Ralis
Campeonato da Madeira de Ralis é um campeonato organizado pela FPAK disputado na Ilha da Madeira. Todos os ralis são em asfalto.

## Vencedores
| Rank | Piloto            | Vitorias |
| ---- | ----------------- | -------- |
| 1    | Vítor Sá          | 11       |
| 2    | Alexandre Camacho | 7        |
| 3    | Miguel Nunes      | 7        |
| 3    | Rui Conceição     | 3        |
| 4    | Américo Campos    | 3        |
| 5    | Filipe Freitas    | 2        |
| 5    | José Camacho      | 2        |
| 5    | Vasco Silva       | 2        |
| 5    | Paulo Oliveira    | 2        |
| 6    | Rui Fernandes     | 1        |
| 6    | Jaime Abreu       | 1        |

### Historial
| Ano  | Piloto            | Carro                          |
| ---- | ----------------- | ------------------------------ |
| 1984 | Paulo Oliveira    | Opel Manta GTe                 |
| 1985 | Paulo Oliveira    | Opel Manta GTe                 |
| 1986 | Vasco Silva       | Peugeot 205 GTI                |
| 1987 | Vasco Silva       | Peugeot 205 GTI                |
| 1988 | Jaime Abreu       | Toyota Corolla GT              |
| 1989 | Rui Fernandes     | Renault 5 GT Turbo             |
| 1990 | José Camacho      | Peugeot 205 GTI                |
| 1991 | José Camacho      | Peugeot 205 GTI                |
| 1992 | Vítor Sá          | Ford Sierra Cosworth 2WD       |
| 1993 | Américo Campos    | Volkswagen Golf GTi 16V        |
| 1994 | Rui Conceição     | Ford Escort RS Cosworth        |
| 1995 | Rui Conceição     | Ford Escort RS Cosworth        |
| 1996 | Rui Conceição     | Ford Escort RS Cosworth        |
| 1997 | Américo Campos    | Peugeot 306 Maxi               |
| 1998 | Américo Campos    | Peugeot 306 Maxi               |
| 1999 | Vítor Sá          | Subaru Impreza WRX             |
| 2000 | Vítor Sá          | Subaru Impreza S4 WRC '98      |
| 2001 | Vítor Sá          | Subaru Impreza S4 WRC '98      |
| 2002 | Vítor Sá          | Peugeot 306 Maxi               |
| 2003 | Vítor Sá          | Peugeot 306 Maxi               |
| 2004 | Vítor Sá          | Peugeot 306 Maxi               |
| 2005 | Vítor Sá          | Peugeot 206 S1600              |
| 2006 | Vítor Sá          | Peugeot 206 S1600              |
| 2007 | Vítor Sá          | Fiat Abarth Grande Punto S2000 |
| 2008 | Alexandre Camacho | Peugeot 207 S2000              |
| 2009 | Alexandre Camacho | Peugeot 207 S2000              |
| 2010 | Miguel Nunes      | Peugeot 207 S2000              |
| 2011 | Vítor Sá          | Peugeot 207 S2000              |
| 2012 | Miguel Nunes      | Mitsubishi Lancer Evo X        |
| 2013 | Filipe Freitas    | Mitsubishi Lancer Evo X        |
| 2014 | Miguel Nunes      | Mitsubishi Lancer Evo X        |
| 2015 | Alexandre Camacho | Porsche 997 GT3                |
| 2016 | Filipe Freitas    | Porsche 997 GT3                |
| 2017 | Alexandre Camacho | Peugeot 208 T16 R5             |
| 2018 | Alexandre Camacho | Skoda Fabia R5                 |
| 2019 | Alexandre Camacho | Skoda Fabia R5                 |
| 2020 | Miguel Nunes      | Skoda Fabia R5 Evo             |
| 2021 | Miguel Nunes      | Skoda Fabia Rally2 Evo         |
| 2022 | Miguel Nunes      | Skoda Fabia Rally2 Evo         |
| 2023 | Alexandre Camacho | Skoda Fabia Rally2 Evo         |
| 2024 | Miguel Nunes      | Skoda Fabia Rally2 Evo         |